# Bergenstammia
Bergenstammia is een geslacht van insecten uit de familie van de dansvliegen (Empididae), die tot de orde tweevleugeligen (Diptera) behoort.

## Soorten
- B. albanica Wagner, 1993
- B. aurinae Pusch & Wagner, 1993
- B. carniolica Horvat, 1994
- B. frigida (Vaillant, 1964)
- B. multiseta Strobl, 1893
- B. nudimana (Vaillant, 1973)
- B. nudipes (Loew, 1858)
- B. pulla Vaillant & Wagner, 1989
- B. pyrenaica Vaillant & Vincon, 1987
- B. slovaca Wagner, 1984